# Ministerul Cercetării, Inovării și Digitalizării (România)
Ministerul Cercetării, Inovării și Digitalizării este un minister din România format din fostul Minister al Educației Naționale, care s-a împărțit în Ministerul Educației și Ministerul Cercetării, Inovării și Digitalizării, primul menționat preluând cele mai multe atribuții ale fostului minister. Ministerul Cercetării, Inovării și Digitalizării este organ de specialitate al administrației publice centrale, cu personalitate juridică, care se organizează și funcționează în subordinea Guvernului.

## Organizare
Structuri subordonate, sub autoritate și în coordonare:

Autorități în subordinea Ministerului Cercetării, Inovării și Digitalizării:
·       Autoritatea pentru Digitalizarea României - ADR

Instituții CDI în subordinea Ministerului Cercetării, Inovării și Digitalizării:
·       Agenția Spațială Română - ROSA București
·       Institutul de Fizică Atomică - IFA Măgurele

Instituții CDI sub autoritatea Ministerului Cercetării, Inovării și Digitalizării:
·       Societatea Comercială "Institutul de Cercetări în Transporturi INCERTRANS" - S.A.
·       Institutul de Cercetare-Proiectare Rulmenți și Organe de Asamblare - ICPROA - S.A. Brașov Arhivat în 30 iunie 2022, la Wayback Machine.
Instituții din domeniul comunicațiilor sub autoritatea Ministerului Cercetării, Inovării și Digitalizării:
·       Compania Națională "Poșta Română" - S.A.
·       Societatea Națională de Radiocomunicații - S.A.
Unități la care Ministerul Cercetării, Inovării și Digitalizării îndeplinește atribuțiile pe care statul român le are în calitate de acționar:
·       Telekom România Communications - S.A.
Institutele naționale de cercetare-dezvoltare în coordonarea Ministerului Cercetării, Inovării și Digitalizării:
·       Institutul Național de Cercetare-Dezvoltare pentru Optoelectronică - INOE 2000 București Arhivat în 30 iunie 2022, la Wayback Machine.
·       Institutul Național de Cercetare-Dezvoltare Turbomotoare - COMOTI București
·       Institutul Național de Cercetare-Dezvoltare în Domeniul Geologiei, Geofizicii, Geochimiei și Teledetecției - IGR București Arhivat în 30 iunie 2022, la Wayback Machine.
·       Institutul Național de Cercetare-Dezvoltare pentru Textile și Pielărie - INCDTP București Arhivat în 30 iunie 2022, la Wayback Machine.
·       Institutul Național de Cercetare-Dezvoltare pentru Mașini Agricole și Instalații Destinate Agriculturii și Industriei Alimentare - INMA București Arhivat în 30 iunie 2022, la Wayback Machine.
·       Institutul Național de Cercetare-Dezvoltare pentru Fizică și Inginerie Nucleară "Horia Hulubei" - IFIN-HH București
·       Institutul Național de Cercetare-Dezvoltare pentru Fizica Laserilor, Plasmei și Radiației - INFLPR București
·       Institutul Național de Cercetare-Dezvoltare pentru Fizică Tehnică - IFT Iași Arhivat în 30 iunie 2022, la Wayback Machine.
·       Institutul Național de Cercetare-Dezvoltare pentru Fizica Materialelor - INCDFM București
·       Institutul Național de Cercetare-Dezvoltare pentru Fizica Pământului - INCDFP București
·       Institutul Național de Cercetare-Dezvoltare Chimico-Farmaceutică - ICCF București
·       Institutul Național de Cercetare-Dezvoltare pentru Electrochimie și Materie Condensată - INCEMC Timișoara Arhivat în 30 iunie 2022, la Wayback Machine.
·       Institutul Național de Cercetare-Dezvoltare pentru Geologie și Geoecologie Marină - GEOECOMAR București Arhivat în 30 iunie 2022, la Wayback Machine.
·       Institutul Național de Cercetare-Dezvoltare pentru Științe Biologice - INCDSB București
·       Institutul Național de Cercetare-Dezvoltare pentru Microtehnologie - IMT București Arhivat în 30 iunie 2022, la Wayback Machine.
·       Institutul Național de Cercetare-Dezvoltare pentru Tehnologii Criogenice și Izotopice - ICSI Râmnicu Vâlcea
·       Institutul Național de Cercetare-Dezvoltare pentru Tehnologii Izotopice și Moleculare - INCDTIM Cluj-Napoca Arhivat în 30 iunie 2022, la Wayback Machine.
·       Institutul Național de Cercetare-Dezvoltare pentru Inginerie Electrică-Cercetări Avansate - ICPE-CA București
·       Institutul Național de Cercetare Aerospațială "Elie Carafoli" - INCAS București
·       Institutul Național de Cercetare-Dezvoltare pentru Mecatronică și Tehnica Măsurării - INCDMTM București
·       Institutul Național de Cercetare-Dezvoltare și Încercări pentru Electrotehnică - ICMET Craiova
·       Institutul Național de Cercetare-Dezvoltare pentru Ecologie Industrială - ECOIND București
·       Institutul Național de Cercetare-Dezvoltare pentru Utilaj Petrolier - IPCUP Ploiești Arhivat în 30 iunie 2022, la Wayback Machine.
·       Institutul Național de Cercetare-Dezvoltare în Sudură și Încercări de Materiale - ISIM Timișoara Arhivat în 31 martie 2022, la Wayback Machine.
·       Institutul Național de Cercetare-Dezvoltare pentru Metale și Resurse Radioactive - ICPMRR București
·       Institutul Național de Cercetare-Dezvoltare pentru Chimie și Petrochimie - ICECHIM București
·       Institutul Național de Cercetare-Dezvoltare pentru Metale Neferoase și Rare - IMNR București
·       Institutul Național de Cercetare-Dezvoltare pentru Securitate Minieră și Protecție Antiexplozivă - INSEMEX-S.A. Petroșani
·       Institutul Național de Cercetare-Dezvoltare pentru Energie - ICEMENERG București
·       Institutul Național de Cercetare-Dezvoltare în Construcții și Urbanism și Dezvoltare Teritorială Durabilă - URBAN-INCERC
·       Institutul Național de Cercetare-Dezvoltare pentru Comunicații - București-INSCC București Arhivat în 30 iunie 2022, la Wayback Machine.
·       Institutul Național de Cercetare-Dezvoltare pentru Protecția Muncii "Alexandru Darabont" - INCDPM București
·       Institutul Național de Cercetare-Dezvoltare pentru Protecția Mediului - București Arhivat în 21 iunie 2022, la Wayback Machine.
·       Institutul Național de Cercetare-Dezvoltare în Domeniul Patologiei și Științelor Biomedicale "Victor Babeș" București
·       Institutul Național de Cercetare-Dezvoltare pentru Bioresurse Alimentare - IBA București
·       Institutul Național de Cercetare-Dezvoltare pentru Pedologie, Agrochimie și Protecția Mediului - ICPA București
·       Institutul Național de Cercetare-Dezvoltare Agricolă - Fundulea
·       Institutul Național de Cercetare-Dezvoltare pentru Biologie și Nutriție Animală - IBNA Balotești
·       Institutul Național de Cercetare-Dezvoltare pentru Cartof și Sfeclă de Zahăr Brașov
·       Institutul Național de Cercetare-Dezvoltare în Turism - INCDT
·       Institutul Național de Cercetare-Dezvoltare "Delta Dunării" - INCDDD Tulcea
·       Institutul Național de Cercetare-Dezvoltare pentru Cercetări Marine "Grigore Antipa" - INCDM Constanța Arhivat în 30 iunie 2022, la Wayback Machine.
·       Institutul Național de Cercetare-Dezvoltare în Silvicultură "Marin Drăcea"